# Irène Joliot-Curie
Irène Joliot-Curie, född Curie den 12 september 1897 i Paris, död 17 mars 1956 i Paris, var en fransk fysiker och kemist. Hon var dotter till Marie och Pierre Curie och tilldelades Nobelpriset i kemi 1935 tillsammans med sin man Frédéric Joliot-Curie för upptäckten av konstgjord radioaktivitet.
Hon blev professor vid vetenskapsakademin i Paris 1937 och 1946 blev hon direktör för Radiuminstitutet. Hon var medlem i Comité National de l'Union des femmes françaises och Världsfredsrådet.

## Biografi

### Uppväxt och utbildning (1897–1925)

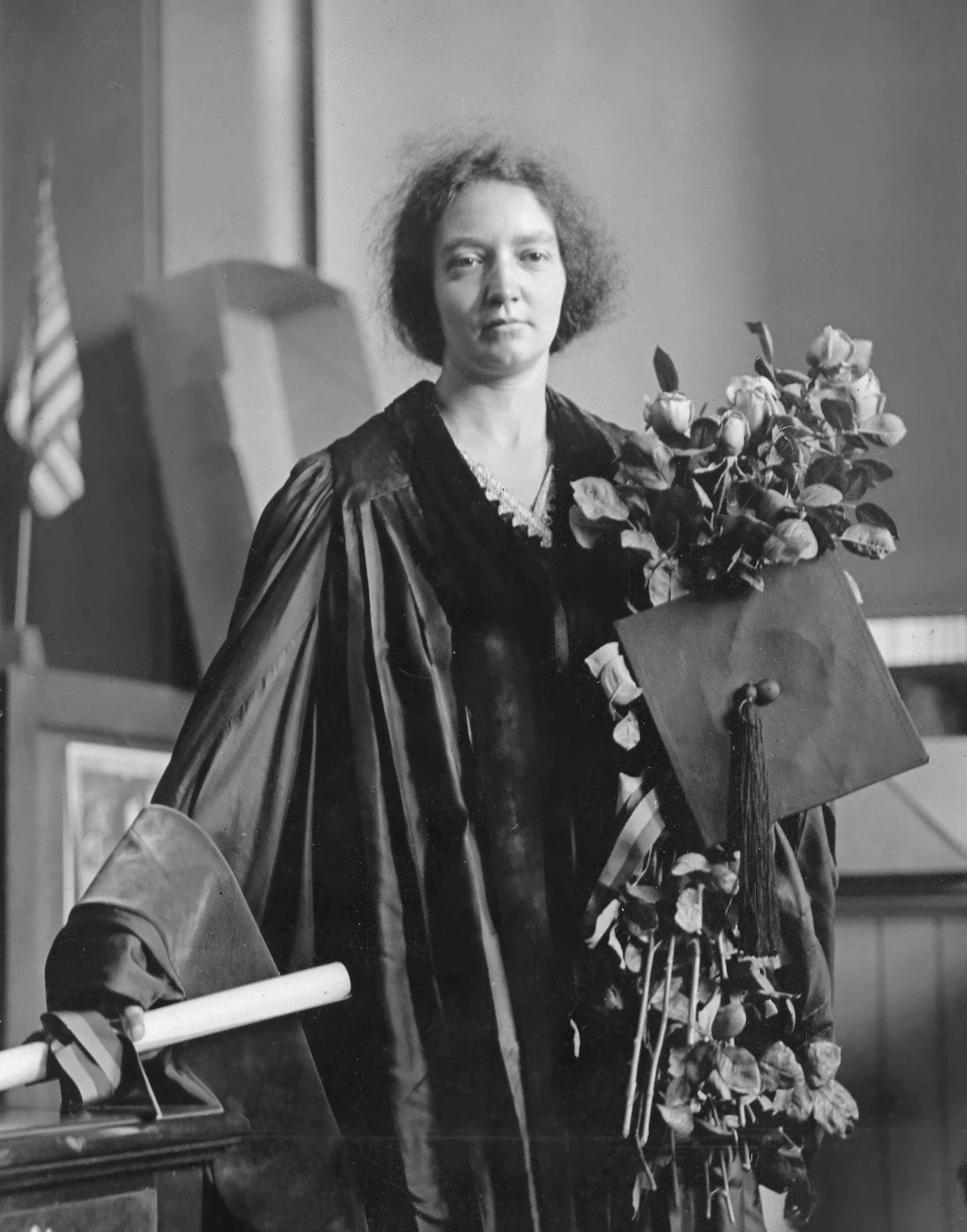
Irène Joliot-Curie tar emot en hedersdoktorutmärkelse för sin mor vid University of Pennsylvania 23 maj 1921.

Irène Joliot-Curie föddes 1897 i Paris i Frankrike, dotter till Marie Curie och Pierre Curie. Curies utbildning började vid sex års ålder och vid tio års ålder var det uppenbart att Curie hade blivit särskilt intresserad av matematik, något som hon även hade en utmärkt förmåga på. Då det ansågs att det inte fanns en skola i Paris som passade Joliot-Curie förmåga, anordnades en speciell skola av modern och hennes forskarvänner där Joliot-Curie studerade i två år. Skolan hade anordnats av vännerna så att barnen kunde få en utbildning med en särskild inriktning på vetenskap. Förutom modern hade Joliot-Curie även fysikerna Paul Langevin och Jean Perrin som lärare vid skolan. Joliot-Curie studerade sedan vid Collège Sévigné i Paris där hon avlade examen 1914.
I oktober 1914 blev Joliot-Curie student vid Universitetet i Paris där hon studerade matematik. År 1916 avbröt Joliot-Curie sin utbildning då hon blev röntgensjuksköterska och hjälpte sin mor köra röntgenapparater som användes vid behandling av skadade soldater under första världskriget. Efter krigsslutet återupptog Joliot-Curie sina studier och samma år, 1918, började hon en tjänst vid Institut Curie som biträdande till sin mor.
Irène Joliot-Curie, tillsammans med sin syster Eve Curie och mor Marie Curie, inledde i maj 1921 en turné i USA som pågick i två månader. Turnén hade anordnats av Marie Mattingly Meloney som vid tiden var redaktör för den amerikanska tidskriften The Delineator och hade som mål att samla in tillräckligt mycket pengar från amerikanska kvinnor för att kunna köpa ett gram radium som skulle användas vid forskning vid Institut Curie. Vid flera tillfällen under resan blev Marie Curie utmattad och anlitade sin dotter Irène Joliot-Curie att tala om radium och ta emot sina hedersdoktorutmärkelser.
I december 1924 besökte Frédéric Joliot-Curie, mannen som Irène Joliot-Curie gifte sig med 1926, Institut Curie där Irène Joliot-Curie var anställd och blev erbjuden en tjänst av Marie Curie som han accepterade. Irène Joliot-Curie fick som uppdrag att lära honom om teknikerna som används vid forskning om radioaktivitet.
Det dröjde till mars 1925 innan Joliot-Curie försvarade sin doktorsavhandling om poloniums alfastrålning. Polonium är ett grundämne som upptäcktes 1898 av Joliot-Curies föräldrar. Disputationen blev även uppmärksammad i USA då tidningen The New York Times rapporterade om den.

### Radioaktiva element och Nobelpriset (1925–1935)
Under sin tid vid Institut Curie blev Joliot-Curie skicklig på att framställa radioaktivitet och var på 1920-talet en av få som kunde framställa radioaktivitet ur polonium. Medan hon var gravid med sitt första barn 1927 insjuknade Joliot-Curie i tuberkulos, en sjukdom som hon inte botades från förrän andra världskrigets slut. År 1932 var paret Joliot-Curie nära att upptäcka neutronen efter ett experiment. Paret noterade ovanliga resultat men insåg inte innebörden av dessa och istället blev det James Chadwick som upptäckte neutronen. Vid ett senare experiment var paret även nära att upptäcka positronen; dock kom de fram till en felaktig slutsats efter att experimentet givit ett oväntat resultat och det blev Carl D. Anderson som senare upptäckte positronen.
Efter att ha misslyckats att upptäcka neutronen och positronen började paret Joliot-Curie att forska om transmutation. Medan de forskade om transmutationen av aluminium och bor märktes det att dessa grundämnen utstrålar positroner när de bombarderas med alfastrålning. I början av 1934, medan paret forskade om aluminiums transmutation, upptäckte de konstgjord radioaktivitet. När paret bombarderade en aluminiumfolie med alfastrålning, som hade framställts ur polonium, observerades det att i transmutationen till kisel skapas en radioaktiv fosforisotop. Dessa resultat presenterades vid Solvay-konferensenen 1934 där de möttes med tvivel från många forskare. Trots mottagandet vid Solvay-konferensen fortsatte paret att forska och kom att bekräfta resultatet. År 1935 tilldelades Irène Joliot-Curie och hennes man Nobelpriset i kemi för framställandet av konstgjord radioaktivitet. Upptäckten av konstgjord radioaktivitet möjliggjorde framställandet av radioaktiva isotoper till låg kostnad, och detta har främjat forskning inom medicin, kemi och biokemi. Även hälso- och sjukvården har främjats av konstgjord radioaktivitet då radioaktiva isotoper används som spårämne och behandlingsmedel vid behandling av vanliga sjukdomar, såsom cancer.

### Politik och andra världskriget (1935–1944)
Efter att ha tagit emot Nobelpriset bestämde sig paret Joliot-Curie att sluta samarbeta. Medan Irène Joliot-Curie gick vidare med sin forskning vid Insitut Curie så fick hennes man en tjänst vid Caisse Nationale de la Recherche Scientifique, där han såg över upprustandet av en anläggning för att framställa konstgjord radioaktivitet. År 1936 blev Joliot-Curie understatssekreterare för vetenskaplig forskning i Frankrikes statsråd, trots att kvinnor i Frankrike inte hade rösträtt vid den tiden. Joliot-Curie sade upp sin post i statsrådet efter tre månader och arrangerade det så att Jean Perrin efterträdde henne. Året efter hennes statsrådspost blev Joliot-Curie professor vid Universitetet i Paris. Under slutet av 1930-talet led Joliot-Curie mer av tuberkulos och tillbringade veckor och även månader i Alperna i syfte att krya på sig. Trots att hennes hälsa försämrades inledde Joliot-Curie forskning om uran och efter ett antal experiment publicerade forskningsresultat som tydde på att hon hade upptäckt en ny radioisotop som liknar lantan. Den tyske forskaren Otto Hahn tyckte att Joliot-Curie hade fel med sin forskning och kom även att meddela detta till Joliot-Curies man där han förringade hennes forskning. Trots mottagandet från Hahn utförde Joliot-Curie experimentet på nytt och då hon fick samma resultat så återpublicerade hon detta. Det Joliot-Curie inte insåg var att hon var nära till att upptäcka kärnklyvning, och istället blev det Otto Hahn som efter att ha utfört samma experiment som Joliot-Curie tilldelades Nobelpriset i kemi 1944 för upptäckten av kärnklyvning. År 1943 antogs hennes man som medlem i Franska vetenskapsakademin och efter detta ansökte även Irène Joliot-Curie om medlemskap, men blev avvisad.

## Familj
Den 29 oktober 1926 gifte sig Irène Curie med Frédéric Joliot som hon träffat vid Institut Curie där hon arbetade. Parets första barn Hélène föddes 17 september 1927. Sonen Pierre föddes den 12 mars 1932.

## Utmärkelser
Nedslagskratern Joliot-Curie på planeten Venus är uppkallad efter henne.